# Noweb
noweb – zestaw narzędzi do programowania piśmiennego (ang. literate programming), stworzony w latach 1989–1999 przez Normana Ramseya eecs.harvard.edu, z założenia prosty, łatwy do rozbudowy i obsługujący dowolne języki programowania. Jest wolnym oprogramowaniem.
Podobnie jak w systemach WEB i CWEB głównymi programami/składnikami noweb są: notangle, który ekstrahuje kod źródłowy programu oraz noweave, który przetwarza wejście na „drukowalną” dokumentację.
noweb standardowo potrafi tworzyć dokumenty w formatach TeX, LaTeX, HTML oraz troff. Poza prostotą, możliwość użycia dowolnego języka programowania stanowi główną przewagę nad WEB, który to potrzebował przeróbek by wspierać języki programowania inne niż Pascal. W celu umożliwienia używania C oraz podobnych języków powstał projekt CWEB.

## Plik wejścia dla noweb
Plik przetwarzany przez programy noweb składa się z kawałków (ang. chunks) kodów źródłowych poprzeplatanych z dokumentacją.
Kawałki dokumentacji są zwykle pisane z użyciem składni LaTeX, jednak łatwo można użyć dowolnego innego formatu. W pliku źródłowym rozpoczyna je znak '@', po którym następuje spacja lub koniec linii.
Kawałki kodu w pliku źródłowym mogą być umieszczone w dowolnej kolejności, a notangle w razie potrzeby łączy je razem, układa w odpowiedniej kolejności, rozwija odwołania i kopiuje (prawie) bez zmian na wyjście. W pliku źródłowym rozpoczyna je nazwa danego kawałka ujęta w znaki << oraz >>=.

### Przykładowy program
Poniższy plik stanowi prawidłowe wejście dla narzędzi noweb:
```
@
\chapter{Hello world}

Dziś był dobry dzień na napisanie jakiegoś kodu.
Zacząłem od pisania 
,,Hello World''
 w języku C:

<<hello.c>>=
/*
  <<licencja>>
*/
#include <stdio.h>

int main(int argc, char *argv[]) {
  printf("Hello World!\n");
  return 0;
}
@
Potem przyszła pora na PHP:

<<hello.php>>=
<?php
  /*
  <<licencja>>
  */
  echo "Hello world!\n";
?>
@
\section{Licencja}
Jeden z prawnie-świadomych kolegów przypomniał o licencji.
Oto ona:

<<licencja>>=
This work is placed in public domain.
Te programy umieszczam w domenie publicznej.
Możesz z nimi robić co zechcesz.
@
```

Przyjmując, że powyższy kod znajduje się w pliku „hello.noweb”, polecenie produkujące dokumentację w formacie HTML wygląda tak:
noweave -filter l2h -index -html hello.noweb | htmltoc > hello.html
a w formacie LaTeX:
noweave -index -latex hello.noweb > hello.tex
Kody źródłowe programów ekstrahujemy poleceniami:
notangle -Rhello.c hello.noweb > hello.c
notangle -Rhello.php hello.noweb > hello.php